# Moritz Glik
Moritz Glik (nascido em 8 de agosto de 1962) é um designer de joias brasileiro radicado em Nova York conhecido como o criador dos Kaleidoscope Shakers™.

## Origem e educação
Moritz Glik nasceu em Belo Horizonte, Brasil, e desde criança desenvolveu fascínio pelo artesanato e por objetos feitos à mão principalmente por influência de sua mãe, que era costureira e o ensinou a cortar e costurar tecidos desde cedo. A paixão pela criatividade o levou a se formar em Propaganda e Marketing pela Pontifícia Universidade Católica de Minas Gerais (PUC-MG).

## Carreira
Durante seus anos de faculdade, Moritz começou a fazer sandálias para si mesmo, o que logo se tornou um verdadeiro negócio. Sua primeira empresa, a Glik Calçados, desenhava e fabricava sapatos, sandálias e tênis femininos para o mercado brasileiro. Em 1991 mudou-se para Nova York  para ampliar sua experiência como designer de calçados. Enquanto trabalhava para uma fábrica de artigos de couro, Moritz foi apresentado a uma experiente designer de jóias que viria a se tornar sua primeira cliente e também mentora em sua nova carreira como ourives. Autodidata, sua formação envolveu observar o treble ode outros artesãos, ler publicações especializados e estudar vídeos de treinamento em fitas VHS, numa época em que plataformas online como o YouTube não estavam disponíveis. Antes de embarcar em sua carreira de designer de jóias, Moritz procurou garantir uma completa compreensão de todo o processo de fabricação de jóias. Em 2003, Moritz fundou sua marca de jóias homônima, Moritz Glik, que rapidamente ganhou reconhecimento por seu design distinto.
Uma das criações mais notáveis de Moritz Glik são os "Kaleidoscope Shakers",  peças nas quais pedra preciosas são colocadas soltas em cápsulas feitas de cristal de safira e ouro. Esta técnica permite que as gemas flutuem livremente, criando um efeito visual hipnotizante e dinâmico. Os Kaleidoscope Sakers™ se tornaram um sucesso instantâneo e contribuíram para solidificar a reputação de Glik como um artista relevante na indústria de jóias.
Seu trabalho já foi publicado em diverso veículos de comunicação, incluindo Forbes Magazine,    JCK Magazine,   InStore Magazine,   Vogue,  InStyle, Cosmopolitan, W,  Harper's Bazaar, e o livro "Jewelry Shining Stars"   da escritora Beth Bernstein.
Celebridades famosas ja foram fotografadas usando jóias criadas por Moritz Glik, incluindo Michelle Obama,  Taylor Swift,    Rachel Brosnahan, Nicole Kidman, Renee Zellweger, Kerry Washington, Nicole Scherzinger, Constance Wu,   Rihanna, Sydney Sweeney,  Kathryn Hahn, Jordan Peele,  Mila Kunis, Chelsea Peretti, Mia Khalifa  e Hari Nef. 
Moritz possui um showroom e oficina na Madison Avenue em Manhattan, Nova York, onde suas peças são desenhadas e fabricadas.

## Prêmios e colaborações notáveis
As realizações artísticas de Moritz Glik foram reconhecidas por prêmios e colaborações de prestígio como receber duas vezes o Couture Design Awards   de Melhor Peça de Diamante Abaixo de US$20.000, oferecidos pelo The Couture Show  em Las Vegas (2011, 2012), e o Prêmio InDesign de melhor Design em Diamantes pela revista InStore (2016). Seu talento e visão artística levaram a colaborações com artistas conceituados como Vik Muniz e Sebastian Bremer,  e a casa de leilões Christie's. 